# Anthophiloptera
Anthophiloptera is een geslacht van rechtvleugeligen uit de familie sabelsprinkhanen (Tettigoniidae). De wetenschappelijke naam van dit geslacht is voor het eerst geldig gepubliceerd in 1983 door Rentz & Clyne.

## Soorten
Het geslacht Anthophiloptera  is monotypisch en omvat slechts de volgende soort:
- Anthophiloptera dryas (Rentz & Clyne, 1983)